# ماطر
ماطر مدينة تقع في شمال الجمهورية التونسية على مسافة 66 كلم شمال غرب مدينة تونس العاصمة.

## جغرافية ماطر
تقع مدينة ماطر على مقربة من محمية إشكل، أكبر محمية طبيعية في شمال أفريقيا، وتمثل مركز إحدى معتمديات ولاية بنزرت حيث تعد 31345 ساكن موزعين على 7319 عائلة تقطن 6060 مسكن حسب المجلة التي أصدرتها بلدية المدينة سنة 2006 أما المعتمدية فتعد 56247 ساكن حسب إحصائيات سنة 2004.

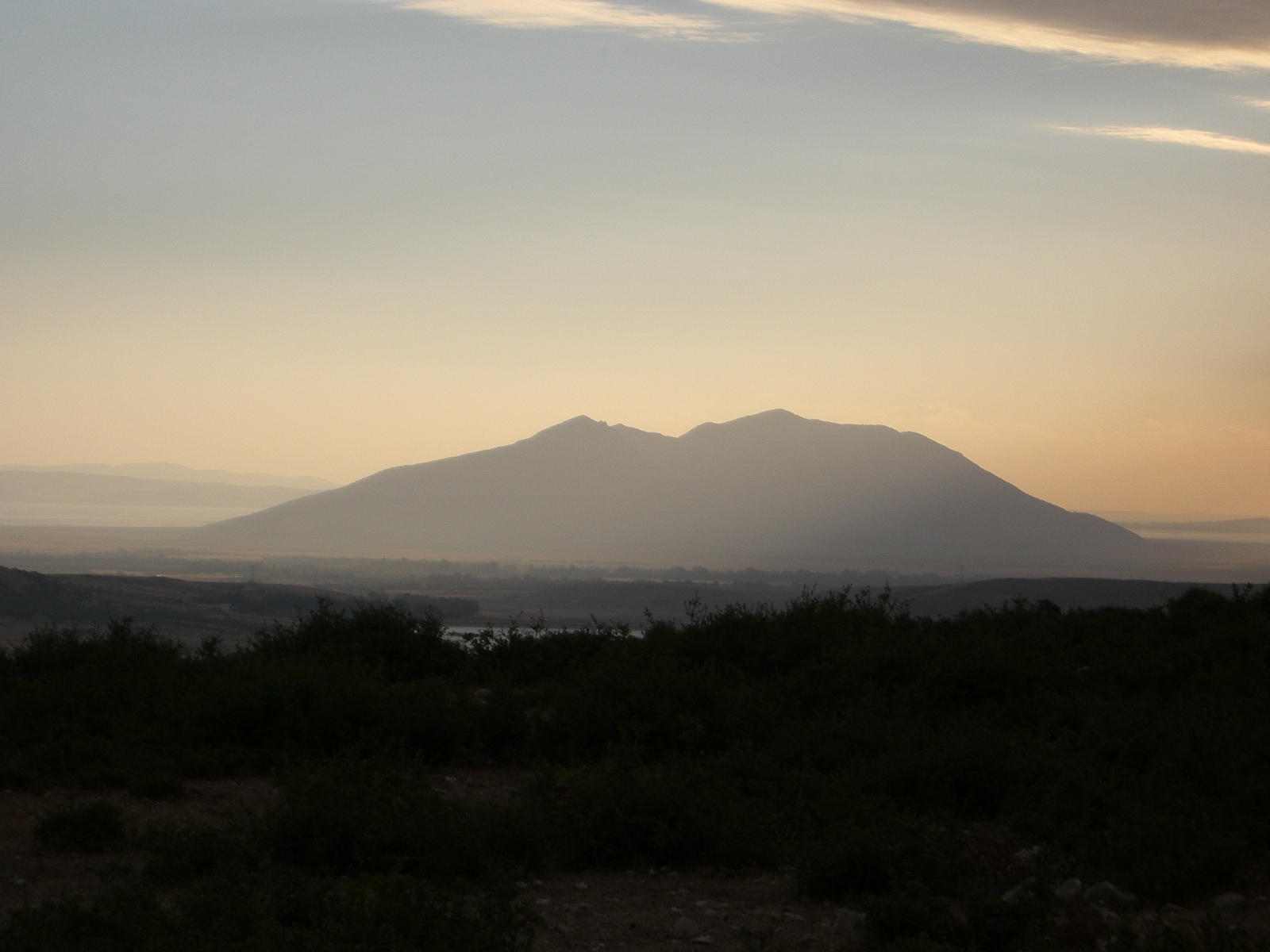
محمية إشكل

يرى البعض أن الأصل الايتيمولوجي لاسم المدينة يرجع إلى اللاتينية "Matarensis" وهي عبارة تعني المدينة المحصنة في العصر القديم في حين أن أهل الجهة يرون أن التسمية مشتقة من عبارة «ماطرة» أو «أمطار» نظرا لأن الجهة تشهد طقسا ممطرا.
تأسست بلدية المدينة منذ 12 أكتوبر 1898 نظرا لأهمية المدينة جغرافيا واقتصاديا وحتى عسكريا حيث اعتبرت مدينة إستراتيجية خلال الحرب العالمية الثانية.
تقع ماطر في قلب منطقة فلاحية من الدرجة الأولى لما تتميز به من خصوبة الأرض والسهول الممتدة. يعقد سوق المدينة كل جمعة وسبت حيث يقع بيع وشراء خاصة الحيوانات والحبوب وهو أهم أسواق الجهة حيث يجمع فلاحي الجهة والمناطق القريبة (الجفنة، جومين، بازينة، سجنان، غزالة...) وتجار من جميع جهات الجمهورية التونسية. تعتبر المدينة أيضا قطبا صناعيا حيث تضم منطقتين صناعيتين تتمركز بهما عدة شركات منها الأجنبية التي تعمل في عدة صناعات كصناعة الأسلاك الكهربائية والإلكترونية والصناعات الميكانيكية والاتصالات وصناعة النسيج...
تمثل مدينة ماطر أيضا قطبا من الأقطاب العلمية في تونس حيث تضم المدرسة العليا للفلاحة والمعهد الأعلى للدراسات التطبيقية والتكنولوجية كما تضم مركز التدريب والتكوين المهني.

## المساهمة في النضال

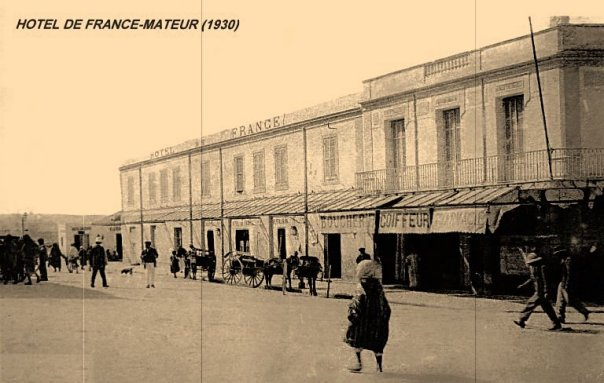
نزل فرنسا بمدينة ماطر سنة 1930.

إثر إعلان معاهدة الحماية، المعروفة بمعاهدة باردو، بين باي تونس والحكومة الفرنسية في 12 ماي 1881 رفضها أهالي جهة ماطر واعتبروها احتلالا للبلاد التونسية وتعهدوا بمقاومة القوات الفرنسية. أمام هذا الوضع قام الجنرال ليونار فورجمول دي بوستكنار (Léonard Forgemol de Bostquenard) بتحريك القوات الفرنسية من منوبة تحت قيادة الجنرال بيار ليون موران (Pierre Léon Maurand) ومن بنزرت تحت قيادة الكولونال بيريغور (Périgord) نحو ماطر للسيطرة على الجهة وإرساء نظام الحماية بها. فاستقر المقاومون من أهالي الجهة في الجبال المحيطة بالمدينة وبدؤوا بشن عمليات فردية وجماعية خاطفة ضد الجيش الفرنسي مما عرضه لخسائر كبيرة رغم تفوقه عليهم عددا وعتادا ولم يتمكن من السيطرة على المدينة ودخولها إلا بعد ما يناهز السنة من المواجهات، وكان ذلك في شهر أبريل 1882 حيث أصبحت المدينة تحت قيادة المقدم فانسغوارا (Lieutnant-colonel Vinciguerra).
تأسست بمدينة ماطر الشعبة الدستورية التابعة للحزب الحر الدستوري التونسي سنة 1922 وهي أول شعبة تتأسس خارج مدينة تونس العاصمة ويعود الفضل في ذلك للمناضل حمودة بن ميهوب. حضر هذا التأسيس بتفويض من اللجنة التنفيذية للحزب أحمد توفيق المدني والشاذلي خزندار والطيب الجمل وعدد من أحرار ماطر الذين انتخبوا حمودة بن ميهوب كاتبا عاما والطاهر خمومة أمين مال ومسعود العجابي أمين مال مساعد ويونس بن جابالله الذوادي كاتب إدارة إضافة إلى خمسة أعضاء. تلت هذا التأسيس انتخابات أخرى في 04/08/1937 انتخب خلالها حمودة بن ميهوب رئيسا وثلاثة كتاب وأمين مال وكتابة أمين مال وخمسة أعضاء.
واجه المجتمعون في الجلسة التأسيسية للشعبة المنع والتهديد بالسجن من قبل المستعمر الذي عاقب علي بن صالح البجاوي صاحب المنزل الذي تم فيه الاجتماع بخطية مالية إلا أن الاجتماعات تواصلت بأماكن مختلفة من المدينة فانخرط العديد من أهلها وأصبحوا يحملون بطاقات الاشتراك في الشعبة.
مثل تأسيس الشعبة الدستورية التابعة للجنة التنفيذية بمدينة ماطر منطلقا لتأسيس شعب الحزب بالشمال والشمال الغربي للبلاد التونسية بفضل التحرك الناشط للشيخ حمودة بن ميهوب مرفقا في أغلب الأحيان بيونس بن جابالله الذوادي والطاهر خمومة فتتالى تأسيسها على سبيل المثال في كل من تبرسق والكريب وبورويس والسرس ولخوات والكاف وسليانة ومكثر وتاجروين وفريانة وعدة مدن أخرى.
عندما صدرت فتوى في مسألة التجنيس تقدم أهالي ماطر في 22/04/1933 بلائحة احتجاج إلى الحكومة المحلية معلنين تضامنهم مع تلامذة جامع الزيتونة مطالبين بدفن المجنسين بمقبرة خاصة بهم. فجند الدستوريون من أهالي المدينة أقلامهم لنشر مقالاتهم في صحيفة الإرادة يكتبون في جميع المجالات كلما رؤوا مسا بكرامة التونسي وحقوقه المشروعة متحدين المستعمر في خطوة جديدة تلت الاجتماعات السرية ونشر الدعوة للانخراط بالشعبة الدستورية. من هذه المقالات مقال «لمن نرفع أصواتنا» ومقال «الدستوريون والإدارة المحلية» نشرا في 27/08/1934 كما كتبوا في العدد الصادر يوم 27 سبتمبر من نفس السنة اثر زيارة عبد الرحمان اللزام، أحد نواب المجلس الكبير، لمدينة ماطر مقالا فضحوا فيه النوايا المبيتة من الزيارة والأعمال التي يقوم بها نواب المجلس في حق الشعب التونسي وتحريض الحكومة ضد المواطنين فكتبوا «فليمضي اللزام هو وجماعته في سبيله ما دامت مجهوداتهم مبذولة لإراقة الدماء وتغريب الناس عن ديارهم». وكان اللزام اجتمع بفلاّحي الجهة مدعيا أنه يبشرهم بوقف الديون المتخلدة بذمتهم وتقسيطها.

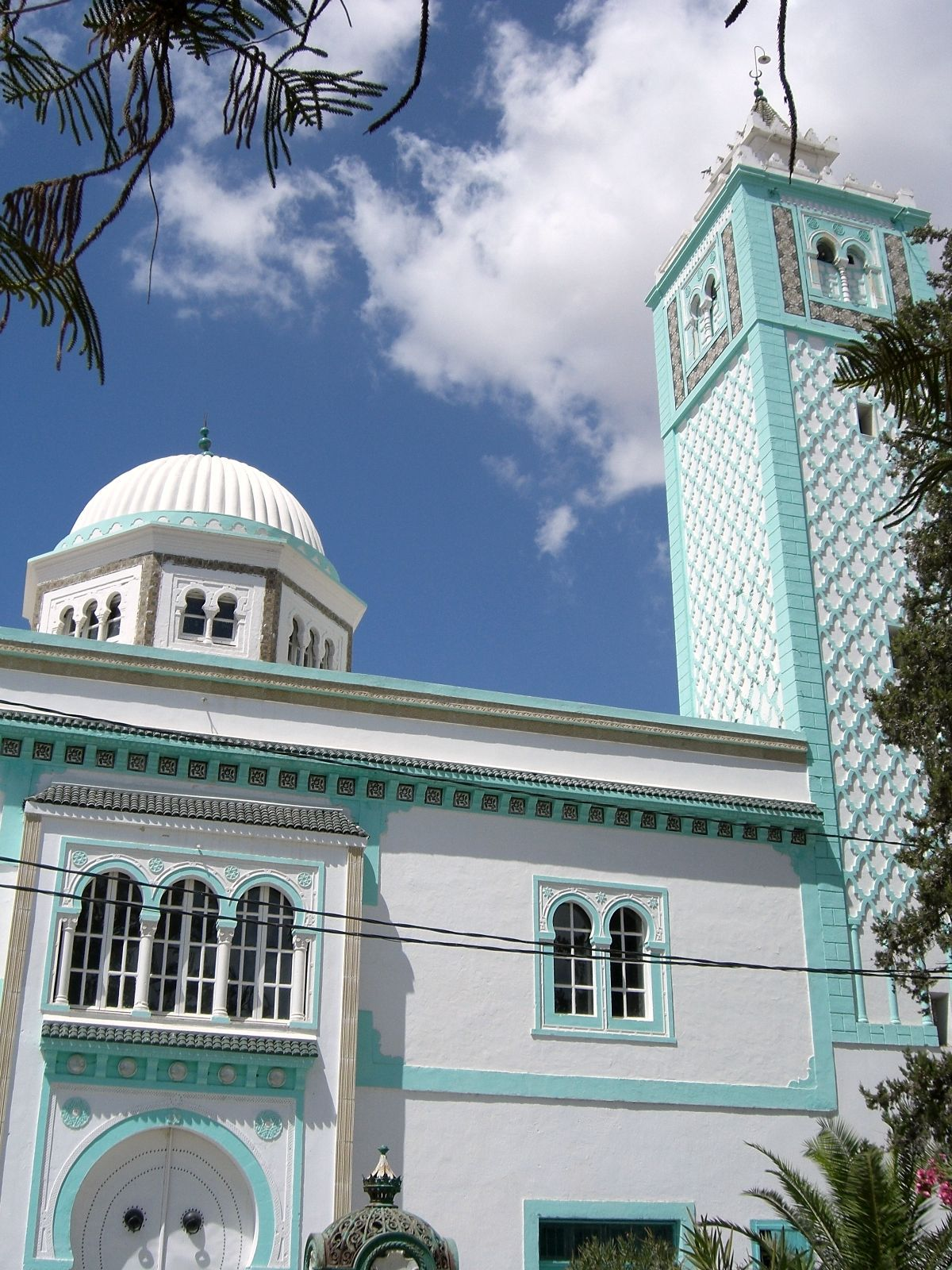
جامع بوثنيه بماطر من أعرق الجوامع بالمدينه

في أكتوبر 1950 خرج عشرة آلاف مواطن من أهالي مدينة ماطر متظاهرين في وجه المقيم العام الفرنسي أثناء زيارته للمدينة على خلاف المدن التونسية الأخرى التي لم تتوان عن مقاطعة زياراته لها، مقاطعة سلبية، بعدم الحضور لاستقباله. فعندما وصل ووقف داخل سيارته ليحي المستقبلين دوت الأصوات كالرعد تحتج وتنادي باسم الزعيم الحبيب بورقيبة فأسرع نحو مقر البلدية بينما انهال الجنود يضربون المواطنين لتفريقهم.
احتجت المنظمات القومية بماطر بقيادة الحبيب بن محمد الحبيب الكاتب العام لفرع الاتحاد العام التونسي للشغل بماطر على الطرد التعسفي للعمال ببنزرت من طرف بعض الأعراف كعقاب لهم على المشاركة في إضراب 21 و 22 و 23 ديسمبر 1951. واعتبر المحتجون أن هذا الطرد مس صريح بحق الإضراب وأبدوا تضامنهم مع الإضراب العام ببنزرت المقرر ليوم 1 يناير 1952. وأضربت المدينة إضرابا عاما اثر احتجاز السلطات الفرنسية للنساء المشاركات بالمظاهرة النسائية بباجة يوم 15 جانفي 1952 فانتظمت مظاهرة كبيرة توجهت إلى دار العمل ووجهت برقيات إلى الملك وإلى الوزير الأول وصالح بن يوسف ومحمد بدرة وإلى الأمين العام للأمم المتحدة معلنين تأييدهم رفع القضية التونسية إلى مجلس الأمن. وانتظمت مظاهرة أخرى بالمدينة يوم 17 جانفي من نفس السنة على الاعتداءات المسلحة من طرف السلطات الفرنسية ضد أهالي بنزرت وفريفيل تلتها بيومين مظاهرة أخرى أسفرت عن تشابك بين المتظاهرين والقوات الفرنسية جرح خلالها قائد الجندرمة وقائد الدبابات المتمركزة أمام مقر الجندرمة الذي حاول المتظاهرون السيطرة عليه حاملين الفؤوس والعصي والحجارة. ورغم محاولات القوات الفرنسية السيطرة على المتظاهرين إلا أن المظاهرة توسعت ليطال الغضب السيارات والمغازات الأوروبية التي تعرضت للتكسير فردت القوات الفرنسية بالذخيرة الحية فسقط 11 شهيدا وهو أكبر عدد من الشهداء يسقط خلال مظاهرة آنذاك في كامل المملكة التونسية إلا أن الإقامة العامة الفرنسية أصدرت بلاغا في جريدة الصباح التونسية يوم 20 جانفي 1952 معلنة أن ما يناهز ألفي شخص حاولوا اقتحام ثكنة الجندرمة ونزع أسلحتهم مما تسبب في جرح أربع وعشرون متظاهرا وإصابة ستة بإصابات قاتلة. خرجت جثامين الشهداء ملفوفة بالعلم من جامع بوثنية في موكب جنائزي تالف من حوالي سبع مائة شخص في غياب تام لقوات الأمن وحضور كبير للصحافيين التونسيين والأجانب
اثر هذه السلسلة من المظاهرات والاحتجاجات المتوالية أعلن المستعمر في 31 جانفي حصارا على مدينة ماطر تم خلاله تفتيش مقر الحزب الحر الدستوري بالمدينة ومحاصرة المنازل وغلق الطرقات واعتقال الناشطين السياسيين من بينهم محمد بن شعبان رئيس الشبيبة الدستورية ومسعود البرجي عضو شعبة الحزب ورئيس الاتحاد المحلي للتجارة والصناعة والمختار بن غنية رئيس الاتحاد المحلي للفلاحة والذوادي بن بلقاسم عضو الاتحاد العام التونسي للشغل والصادق بن يونس كاتب شعبة الحزب وعدة مناضلين آخرين. وفي 20 مارس 1952 وقع نقل الذوادي بن بلقاسم رفقة مناضلين آخرين من محتشد بنقردان إلى بنزرت حيث ثبت طبيا الاعتداء عليهم بالضرب المبرح مما أثار احتجاج فرع الاتحاد العام التونسي للشغل بماطر مطالبا بالإفراج عنهم.

## الاستقطاب السياسي لماطر
أدى الزعيم الحبيب بورقيبة في فيفري 1950 زيارة لمدينة ماطر فأحاط به عند وصوله عدد من الشبان وتم رفعه على عنق سكرتيره وهناك تهافت عليه الناس من كل حدب وصوب كما قدمت حافلات محملة بالناس من طبربة ورأس الجبل وبنزرت ومنزل بورقيبة. تقدم الحبيب بن محمد الحبيب رئيس الشعبة آنذاك فألقى كلمة الترحيب ثم تقدم الزعيم الحبيب بورقيبة فألقى كلمة أكد فيها على ضرورة وحدة الشعب والاستقلال رغم حدوث مناوشات من قبل الشيوعيين فادى به صلاة المغرب وودع الجماهير عائدا إلى العاصمة. حاول رجال المستعمر وعملاءهم منع السكان بشتى الوسائل من المشاركة في الاستقبال وخاصة الذين يقطنون بالجهات التي حول مدينة ماطر فلم يثنهم ذلك عن الحضور حيث أنهم سلكوا ممرات بعيدة عن الطرقات المؤدية إلى لمدينة إلى أن وصلوا المكان الذي أقيم فيه حفل الاستقبال.
تلت زيارة الزعيم الحبيب بورقيبة إلى ماطر زيارة صالح فرحات رئيس اللجنة التنفيذية ومحيي الدين القليبي مدير الحزب الدستوري فأقيم لهما حفل استقبال كبير من طرف إطارات شعبة اللجنة التنفيذية بالمدينة. بعد الانتهاء من مأدبة الأكل التي أقيمت على شرفهما بدار يوسف الميموني ألقى صالح فرحات خطابا مطولا أكد فيه على ضرورة النضال من اجل تحرير البلاد من براثين الاستعمار قائلا انه «من حق الأمة أن ترجع إلى حالتها الطبيعية إلى الاستقلال التام والحكم الديمقراطي».